# Giuliano Gemma
Pour les articles homonymes, voir Gemma.
Giuliano Gemma est un acteur et culturiste italien, né le 2 septembre 1938 à Rome (Italie) et mort à Civitavecchia le 1er octobre 2013 des suites d'un accident de voiture.
En Italie, sa musculature avantageuse fait de lui un comédien récurrent des péplums et des westerns mais il est surtout connu en France pour sa participation à la série de films Angélique, marquise des anges.

## Biographie

### Carrière
Giuliano Gemma débute au cinéma avec des apparitions chez Dino Risi, Mauro Bolognini, dans Ben-Hur, Les Cosaques de Victor Tourjanski, sa silhouette s'étoffant dans Messaline de Vittorio Cottafavi, face à l'Anglaise Belinda Lee.
Le péplum fantaisiste Les Titans (qui fit grand bruit) de son mentor, l'éclectique Duccio Tessari, lui vaut une première reconnaissance professionnelle. Dans le même temps, il tient un petit rôle dans Le Guépard de Luchino Visconti et dans la comédie Le Jour le plus court, avec Toto, Gino Cervi et Annie Girardot. Après Shéhérazade, aux côtés d'Anna Karina, il se spécialise un temps dans le péplum d'action : Hercule et les Titans, La Fureur des Gladiateurs, Hercule contre les fils du Soleil, La Révolte des Prétoriens (où il incarne Nerva). En France, il se fait remarquer du grand public en incarnant Nicolas, jeune homme amoureux de Michèle Mercier dans la série des Angélique.
Le succès viendra surtout en 1965, quand il tourne, sous la direction de Duccio Tessari, un film devenu culte dans le genre western spaghetti, Un pistolet pour Ringo. L'engouement suscité par ce film engendrera une suite intitulée Le Retour de Ringo. Il retrouvera encore Tessari et sa partenaire Nieves Navarro dans une autre production de Luciano Ercoli intitulée Très honorable correspondant. Cet acteur, d'abord sympathique et doté d'un indéniable charisme, participera, sous le pseudonyme de Montgomery Wood, à de nombreuses productions du genre, souvent pour le pire, parfois pour le meilleur, toujours mâtinées d'humour. Il interprète Le Dollar troué, Arizona Colt de Michele Lupo, Trois Cavaliers pour Fort Yuma avec Sophie Daumier et Jacques Sernas, Le Dernier Jour de la colère avec Lee Van Cleef…
Parmi ses autres films de cette époque : le film noir Le Bâtard (avec Rita Hayworth et Klaus Kinski) et la comédie Très Honorable Correspondant de Tessari, Erik, le Viking et une nouvelle version de Robin des Bois. Gemma a pour partenaires masculins Kirk Douglas, Jack Palance, Michele Placido, Martin Balsam, et pour partenaires féminines Bibi Andersson (Violenza al sole), Senta Berger (Quand les femmes avaient une queue de Pasquale Festa Campanile), Barbara Bach ou Ursula Andress.
En 1975, c'est en star du western qu'il affronte Tomás Milián et Eli Wallach dans Le Blanc, le Jaune et le Noir, et il figure en bonne position dans La Grande Bataille d'Umberto Lenzi aux côtés de Helmut Berger, John Huston, Orson Welles et Henry Fonda, ou dans La Légion saute sur Kolwezi avec Bruno Cremer.
Après la disparition du western italien, Giuliano Gemma a abordé des genres aussi divers que le film d'action et d'aventure ou la comédie, notamment une série de films en duo avec Bud Spencer (Les anges mangent aussi des fayots). Gemma obtiendra son plus grand rôle dans Le Désert des Tartares (1976), de Valerio Zurlini, adapté du roman de Dino Buzzati. Son bref retour au western dans Tex et le Seigneur des abysses, adapté de la BD et à nouveau mis en scène par Duccio Tessari, se soldera par un échec. Par la suite il apparaît dans Un vrai crime d'amour de Luigi Comencini (1974) avec Stefania Sandrelli, L'Affaire Mori et Corleone de Pasquale Squitieri (1977 et 1978) avec Claudia Cardinale, Ténèbres de Dario Argento, Afghanistan pourquoi ? du marocain Abdellah Mesbahi, Le Cercle des passions (1983) de Claude d'Anna, Pourvu que ce soit une fille de Mario Monicelli et Juana la Loca de l'espagnol Vicente Aranda (2001). Gemma tourne sous la direction de Giuliano Montaldo et Damiano Damiani, en Argentine, pour la télévision (Marseille, Premier de cordée d'Édouard Niermans, Jean-Paul II avec Jon Voight dans le rôle-titre).
En 2006 il participe au cinéma à L'Enquête sacrée et à la télévision Pompei de Giulio Bose, revenant au péplum, et tient la vedette de la série Il capitano de 2005 à 2007. Dans To Rome with Love de Woody Allen en 2012, il joue un manager d'hôtel.
Giuliano Gemma pratique également la sculpture, qu'il définit comme la vraie passion de sa vie.

### Mort
L'acteur meurt à Civitavecchia le 1er octobre 2013 au soir, à l'âge de 75 ans, des suites d'un accident de la route survenu dans la ville voisine de Cerveteri,.

## Vie privée
De sa première épouse Natalia Roberti (décédée prématurément en 1995), il a eu deux filles : Giuliana et Vera. En 1997, il épouse en secondes noces la journaliste Daniela Richerme, dit « Baba » et s'installe à Cerveteri. À la fin de sa vie, il se découvre une nouvelle passion : il participe à plusieurs expositions avec ses sculptures en bronze. Ses parents vivant à Ceprano, dans la Valle Latina, il y retourne souvent.

## Filmographie

### Années 1950

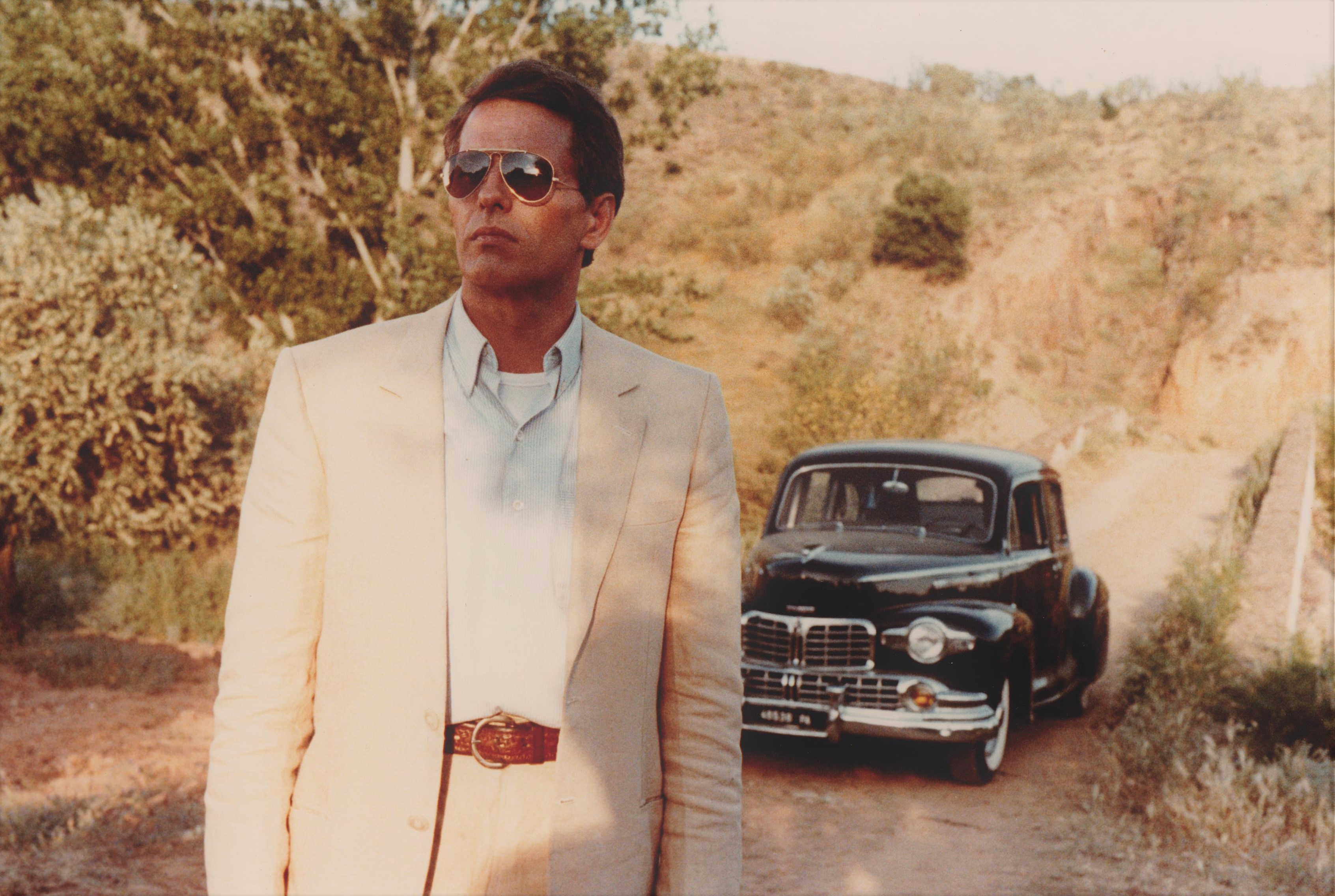
Giuliano Gemma en 1983 dans Le Cercle des passions.

- 1959 : L'Ennemi de ma femme (Il nemico di mia moglie) de Gianni Puccini : le fils de Nando Terenzi
- 1959 : Débrouillez-vous !(Arrangiatevi) de Mauro Bolognini
- 1959 : Venise, la Lune et toi (Venezia, la luna e tu) de Dino Risi : Brando
- 1959 : Ben-Hur de William Wyler : Romain aux bains

### Années 1960
- 1960 : A qualcuna piace calvo (en) de Mario Amendola : homme dans l'ascenseur
- 1960 : Messaline (Messalina venere imperatrice) de Vittorio Cottafavi : Marcellus
- 1960 : Les Cosaques (I cosacchi)
- 1961 : La Planète des hommes perdus (Il pianeta degli uomini spenti) de Antonio Margheriti : Moran
- 1962 : Les Titans (Arrivano i titani) de Duccio Tessari : Krios
- 1963 : Le Jour le plus court (Il giorno più corto) de Sergio Corbucci : soldat du front
- 1963 : Le Guépard (Il gattopardo) de Luchino Visconti : général de Garibaldi
- 1963 : Shéhérazade de Pierre Gaspard-Huit : Didier
- 1963 : Le Retour des Titans (Maciste, l'eroe più grande del mondo) de Michele Lupo : Xandros
- 1964 : La Révolte des prétoriens (La rivolta dei pretoriani) de Alfonso Brescia : Cocceio Nerva
- 1964 : La Fureur des gladiateurs (I due gladiatori) de Mario Caiano : Orazio
- 1964 : Hercule contre les Fils du soleil (Ercole contro i figli del sole) de Osvaldo Civirani : Prince Maytha
- 1964 : Angélique, marquise des anges de Bernard Borderie : Nicolas
- 1965 : Erik, le Viking de Mario Caiano : Éric
- 1965 : Le Dollar troué (Un dollaro bucato) de Giorgio Ferroni : Gary O'Hara
- 1965 : La ragazzola (en) de Giuseppe Orlandini : Raoul
- 1965 : Un pistolet pour Ringo (Una pistola per Ringo) de Duccio Tessari : Ringo
- 1965 : Merveilleuse Angélique de Bernard Borderie : Nicolas
- 1965 : Le Retour de Ringo (Il ritorno di Ringo) de Duccio Tessari : Ringo Ringo alias Montgomery Brown
- 1965 : Adiós gringo de Giorgio Stegani : Brent Landers
- 1966 : Très honorable correspondant (Kiss Kiss... Bang Bang) de Duccio Tessari : Kirk Warren
- 1966 : Arizona Colt de Michele Lupo : Arizona Colt
- 1966 : Trois Cavaliers pour Fort Yuma (Per pochi dollari ancora) de Giorgio Ferroni : Gary Diamond
- 1967 : Les Longs Jours de la vengeance (I lunghi giorni della vendetta) de Florestano Vancini : Ted Barnett
- 1967 : Wanted de Giorgio Ferroni : Gary Ryan
- 1967 : Le Dernier Jour de la colère (I giorni dell'ira) de Tonino Valerii : Scott Mary
- 1968 : La Partenaire (Violenza al sole) de Florestano Vancini : Giulio
- 1968 : Ciel de plomb (...e per tetto un cielo di stelle) : Billy Boy alias Tim Hawkins
- 1968 : Le Bâtard (I bastardi) de Duccio Tessari : Jason
- 1969 : Mort ou vif... de préférence mort (Vivi o preferibilmente morti) de Duccio Tessari : Monty Mulligan
- 1969 : Texas (Il prezzo del potere) de Tonino Valerii : Bill Willer

### Années 1970
- 1970 : La Grande Chevauchée de Robin des Bois (L'arciere di fuoco) de Giorgio Ferroni : Robin des Bois
- 1970 : Le Dernier Guet-apens (Corbari) de Valentino Orsini : Silvio Corbari
- 1970 : Quand les femmes avaient une queue (Quando le donne avevano la coda) de Pasquale Festa Campanile : Ulli
- 1971 : La Ligne de feu (L'amante dell'orsa maggiore) de Valentino Orsini : Vladek
- 1972 : Méfie-toi Ben, Charlie veut ta peau (Amico, stammi lontano almeno un palmo) de Michele Lupo : Ben Bellew
- 1972 : Un homme à respecter (Un uomo da rispettare) de Michele Lupo : Marco
- 1973 : Dérapage contrôlé (Troppo rischio per un uomo solo) de Luciano Ercoli : Rudy Patti
- 1973 : Il maschio ruspante d'Antonio Racioppi : Romulus
- 1973 : Les anges mangent aussi des fayots (Anche gli angeli mangiano fagioli) de E. B. Clucher : Sonny
- 1974 : Un vrai crime d'amour (Delitto d'amore), de Luigi Comencini : Nullo Branzi
- 1974 : Même les anges tirent à droite (Anche gli angeli tirano di destro) de E.B. Clucher : Sonny Abernathy
- 1975 : Le Blanc, le Jaune et le Noir (Il bianco, il giallo, il nero) de Sergio Corbucci : Blanc de Blanc / Stetson
- 1976 : Africa Express de Michele Lupo : John Baxter
- 1976 : Les Sorciers de l'île aux singes (Safari Express) de Duccio Tessari : John Baxter
- 1976 : Le Désert des Tartares (Il deserto dei Tartari) de Valerio Zurlini : Mattis
- 1977 : Corleone : Vito Gargano
- 1977 : L'Affaire Mori (Il prefetto di ferro) de Pascale Squitieri (it) : le préfet Cesare Mori
- 1977 : Adios California (California) de Michele Lupo : Michael 'California' Random
- 1978 : La Grande bataille (Il grande attacco) d'Umberto Lenzi : Captain Martin Scott
- 1978 : Circuito chiuso (en) (TV) : le pistolero
- 1978 : Selle d'argent (Sella d'argento) de Lucio Fulci : Roy Blood
- 1979 : Un uomo in ginocchio de Damiano Damiani : Nino Peralta

### Années 1980
- 1980 : L'avvertimento de Damiano Damiani : commissaire Antonio Baresi
- 1980 : La légion saute sur Kolwezi de Raoul Coutard : adjudant-chef Federico
- 1981 : La baraonda (it) de Florestano Vancini : Federico Salvi
- 1982 : Le Pont (Ciao nemico) d'Enzo Barboni : Lieutenant Joe Kirby
- 1982 : Ténèbres (Tenebre) de Dario Argento : Détective Germani
- 1983 : Pájaros de ciudad
- 1983 : Le Cercle des passions de Claude d'Anna : Anthony Tursi
- 1983 : Afghanistan pourquoi ? (افغانستان لماذا ؟ ) d'Abdellah Mesbahi
- 1984 : Claretta de Pasquale Squitieri : Marcello Petacci
- 1985 : Tex et le Seigneur des abysses (Tex e il signore degli abissi) de Duccio Tessari : Tex Willer
- 1985 : Caccia al ladro d'autore (série télévisée) : capitaine Maffei
- 1986 : Pourvu que ce soit une fille (Speriamo che sia femmina) de Mario Monicelli : Nardoni
- 1987 : Uppercut Man (Qualcuno pagherà) de Sergio Martino : Martin Duranti
- 1987 : Châteauroux district de Philippe Charigot : Greg Norman
- 1988 : Rally (série télévisée) : Alain Costa
- 1988 : Al acecho

### Années 1990
- 1990 : Prigioniera di una vendetta (feuilleton TV)
- 1990 : I promessi sposi (feuilleton TV) : El Gringo
- 1990 : Dagli Appennini alle Ande (feuilleton TV) : Ing. Vittorio Vigano
- 1990 : L'Homme noir (Non aprite all'uomo nero) (TV) : Andréa
- 1991 : Seulement par amour : Jo (La moglie nella cornice) (feuilleton TV) : Alberto Fortis
- 1991 : Firenze no kaze ni dakarete : Marco Embriani
- 1991 : Ya no hay hombres
- 1992 : Una storia italiana (TV)
- 1992 : Le Chinois (série télévisée) : Gloria
- 1992 : Pour une poignée de diamants (Jewels) (TV) : Lorenzo
- 1995 : Laura (TV)
- 1997 : Un bel di' vedremo : Emilio
- 1997 : Le Désert de feu (Deserto di fuoco) (feuilleton TV) : Tafud
- 1998 : Marseille (feuilleton TV) : Victor Scazzola
- 1999 : Game over (TV) : directeur du DIA
- 1999 : Premier de cordée (TV) : Monsieur Ruspoli
- 1999 : Un uomo perbene de Maurizio Zaccaro : Alberto Dall'Ora

### Années 2000
- 2000 : La donna del delitto (it)
- 2001 : L'uomo che piaceva alle donne - Bel Ami (it) (TV) : Lorenzo Maretti
- 2001 : Angelo il custode (en) (série télévisée) : Rocco
- 2001 : Juana la Loca : De Veyre
- 2005 : La bambina dalle mani sporche (feuilleton TV) : le procureur Concato
- 2005 : Pope John Paul II (en) (TV) : Navarro Valls
- 2006 : Butta la luna (en) (feuilleton TV) : Luigi
- 2006 : L'Enquête sacrée (L'inchiesta)
- 2007 : Pompei (en) (feuilleton TV) : Tito
- 2007 : Il capitano (it) (série télévisée) : colonel Fioravanti

## Voix françaises
- Claude Giraud (*1936 - 2020) :
  - Mort ou vif... de préférence mort
  - La Grande Chevauchée de Robin des Bois
  - Le Dernier Guet-apens
  - Un homme à respecter
  - Le Désert des Tartares
  - L'Affaire Mori

- Michel Le Royer (*1932 - 2022) dans :
  - Le Dollar troué
  - Adiós gringo
  - Le Retour de Ringo
  - Arizona Colt
  - Ciel de plomb

- Dominique Paturel (*1931 - 2022) dans :
  - Un pistolet pour Ringo
  - Très honorable correspondant
  - Le Blanc, le Jaune et le Noir
  - La Grande Bataille

- Jacques Thébault (*1924 - 2015) dans:
  - Angélique, marquise des anges
  - Merveilleuse Angélique
  - Wanted

- Marc François (*1951 - 2009) dans :
  - Africa Express
  - Les Sorciers de l'île aux singes
  - Le Pont

- Jean Barney dans :
  - Le Cercle des passions
  - Pourvu que ce soit une fille
  - Rally (série télévisée)

- Jean-Claude Michel (*1925 - 1999) dans :
  - Les Titans
  - Shéhérazade

Et aussi
- Sady Rebbot (*1935 - 1994) dans Le Retour des Titans
- Denis Savignat (*1937 - 1998) dans Erik, le Viking
- Jean-Pierre Duclos (*1931 - 2016) dans Trois Cavaliers pour Fort Yuma
- Jean Fontaine (*1929 - 2011) dans Texas
- Michel Barbey dans Le Dernier Jour de la colère
- Serge Lhorca dans (*1918 - 2012) Fais attention Ben, Charlie arrive
- Georges Poujouly (*1940 - 2000) dans Les anges mangent aussi des fayots
- Michel Papineschi dans Même les anges tirent à droite
- Érik Colin (*1947 - 2013) dans Corleone
- Daniel Gall (*1938 - 2012) dans Adios California
- Hervé Bellon dans Ténèbres
- Jacques Bernard dans Tex et le Seigneur des abysses